# Innere Priorität
Innere Priorität bezeichnet das Recht eines Anmelders auf den Altersrang einer früheren inländischen Patent- oder Gebrauchsmusteranmeldung für eine auf dieselbe Erfindung später eingereichte weitere inländische Patent- oder Gebrauchsmusteranmeldung.

## Vorgeschichte
Ausgangslage war Art. 4 A Pariser Verbandsübereinkunft zum Schutz des gewerblichen Eigentums (PVÜ). Nach Absatz 1 dieser Vorschrift genießt, "wer in einem der Verbandsländer die Anmeldung für ein Erfindungspatent, ein Gebrauchsmuster... vorschriftsmäßig hinterlegt hat,... für die Hinterlegung in den anderen Ländern" (Verbandsländer der PVÜ)... "ein Prioritätsrecht". D.h. den Nachanmeldungen in anderen Verbandsländern der PVÜ steht der Altersrang der in einem Verbandsland eingereichten Erstanmeldung zu. Nach der ursprünglichen Rechtslage konnte also ein Prioritätsrecht für eine deutsche Patent- oder Gebrauchsmusteranmeldung nur auf einer ausländischen Erstanmeldung beruhen. Das Recht auf eine so genannte innere Priorität aus einer beim Deutschen Patent- und Markenamt (DPMA) früher eingereichten Patent- oder Gebrauchsmusteranmeldung für eine dieselbe Erfindung betreffende spätere, ebenfalls beim DPMA hinterlegte Anmeldung wurde erst mit dem Inkrafttreten (1. Januar 1981) des Gemeinschaftspatentgesetzes (GPatG) (vgl. dort Art. 8 und 10) ermöglicht. Die Bezeichnung "innere Priorität" soll zur begrifflichen Abgrenzung von dem bereits geltenden, oben erläuterten Prioritätsrecht nach der PVÜ (so genannte Unionspriorität) dienen, die nunmehr auch als "äußere Priorität" bezeichnet wird.

## Sinn und Zweck
Die innere Priorität trägt dem in der Praxis häufig vorkommenden Umstand Rechnung, dass ein Anmelder in der Folgezeit nach der (deutschen) Erstanmeldung seine Erfindung weiterentwickelt hat und auf die weiterentwickelte Erfindung ebenfalls ein (deutsches) Patent oder Gebrauchsmuster erlangen möchte. Dies war nach der Rechtslage bis zum Inkrafttreten des GPatG (siehe oben) nur im Falle einer ausländischen Erstanmeldung möglich, was allseits als unbefriedigend empfunden wurde.

## Patentrecht
Gesetzliche Grundlage für die innere Priorität im Rahmen des Patentrechts ist § 40Patentgesetz (PatG). Absatz 1 der Vorschrift lautet: "Dem Anmelder steht innerhalb einer Frist von zwölf Monaten nach dem Anmeldetag einer beim Patentamt eingereichten früheren Patent- oder Gebrauchsmusteranmeldung für die Anmeldung derselben Erfindung zum Patent ein Prioritätsrecht zu, es sei denn, dass für die frühere Anmeldung schon eine inländische oder ausländische Priorität in Anspruch genommen worden ist".

### Die Voraussetzungen im Einzelnen

#### (Spätere) Patentanmeldung
Die spätere Anmeldung muss gemäß § 40 Abs. 1 PatG eine Patentanmeldung sein. (Bezüglich einer späteren Gebrauchsmusteranmeldung siehe die unten stehenden Ausführungen zum Gebrauchsmusterrecht.) Bei der früheren Anmeldung kann es sich jedoch um eine Patent- oder Gebrauchsmusteranmeldung handeln.

#### Dieselbe Erfindung
Gegenstand der späteren Patentanmeldung muss dieselbe Erfindung wie bei der früheren Patent- oder Gebrauchsmusteranmeldung sein. Maßstab für den Umfang der inneren Priorität ist also der Inhalt der Erstanmeldung. Das schließt jedoch nicht aus, dass die ursprüngliche Erfindung, wie sie Gegenstand der Erstanmeldung war, in der Zwischenzeit weiterentwickelt worden ist. Gerade darin liegt ja in aller Regel der Grund für den Anmelder, eine spätere Zweitanmeldung, enthaltend solche Weiterentwicklungsmerkmale, einzureichen (siehe oben). Allerdings bestimmt § 40 Abs. 3 PatG, dass die innere Priorität "nur für solche Merkmale der" späteren "Anmeldung in Anspruch genommen werden" kann, "die in der Gesamtheit der früheren Anmeldung deutlich offenbart sind". Daraus folgt, dass den in der Zweitanmeldung enthaltenen Weiterentwicklungsmerkmalen der Erfindung als Altersrang nur der Anmeldetag der späteren Zweitanmeldung zusteht.

#### Mehrere frühere Anmeldungen
Gemäß § 40 Abs. 2 PatG kann für die spätere Zweitanmeldung die innere "Priorität mehrerer beim Patentamt eingereichter Patent- oder Gebrauchsmusteranmeldungen in Anspruch genommen werden". Eine entsprechende Regelung enthalten auch Art. 4 F PVÜ und Art. 88Abs. 2 Europäisches Patentübereinkommen (EPÜ), die insoweit auch eine Gleichstellung von Patent- und Gebrauchsmusteranmeldungen vorsehen. Das bedeutet, dass für die spätere Zweitanmeldung die innere Priorität auch teilweise aus einer Patentanmeldung und teilweise aus einer Gebrauchsmusteranmeldung – und umgekehrt – abgeleitet werden kann.

#### Fristen

##### Prioritätsfrist
§ 40 PatG knüpft das Prioritätsrecht der inneren Priorität an die Bedingung, dass die Zweitanmeldung "innerhalb einer Frist von zwölf Monaten nach dem Anmeldetag einer beim Patentamt eingereichten früheren Patent- oder Gebrauchsmusteranmeldung" (Erstanmeldung) hinterlegt werden muss. Diese Regelung entspricht Art. 4 C PVÜ für die Inanspruchnahme einer "äußeren" Priorität (siehe oben). Der Beginn der so genannten Prioritätsfrist bestimmt sich nach § 187Bürgerliches Gesetzbuch (BGB). D.h. der Anmeldetag der Erstanmeldung wird in die Frist nicht mit eingerechnet. Das Fristende bestimmt sich nach § 188 Abs. 2 BGB bzw. § 193BGB.

##### Inanspruchnahmefrist
Für die Inanspruchnahme der inneren Priorität setzt § 40 Abs. 4 PatG eine Frist von zwei Monaten voraus, die nach § 187 Abs. 1 BGB mit dem auf den Anmeldetag der (späteren) Zweitanmeldung folgenden Tag beginnt. Das Fristende berechnet sich wiederum nach § 188 Abs. 2 bzw. § 193 BGB. Zu beachten ist, dass gemäß § 40 Abs. 4 2. Halbsatz (HS) PatG die Prioritätserklärung (Erklärung der Inanspruchnahme der inneren Priorität) erst dann als abgegeben gilt, "wenn das Aktenzeichen der früheren Anmeldung angegeben worden ist".

### Ausschluss
§ 40 Abs. 1 2. HS PatG schließt die Möglichkeit einer Inanspruchnahme der inneren Priorität für den Fall aus, "dass für die frühere Anmeldung schon eine inländische oder ausländische Priorität in Anspruch genommen worden ist". Diese Regelung ist an die – für eine "äußere" Priorität (siehe oben) vorgesehene – Vorschrift des Art. 4 C Abs. 4 PVÜ angelehnt.

### Rücknahmefiktion
Gemäß § 40 Abs. 5 Satz 1 PatG gilt die frühere Anmeldung "mit der Abgabe der Prioritätserklärung nach Absatz 4" (wirksame Erklärung der Inanspruchnahme der inneren Priorität für die spätere Zweitanmeldung) "als zurückgenommen", wenn sie "noch beim Patentamt anhängig" ist. Diese Rücknahmefiktion gilt allerdings nur, wenn es sich bei der Erstanmeldung um eine Patentanmeldung handelt. Ist die frühere Anmeldung dagegen eine Gebrauchsmusteranmeldung, so greift die Rücknahmefiktion nicht ein, § 40 Abs. 5 Satz 2 PatG, mit der Folge, dass die Gebrauchsmusteranmeldung in Kraft bleibt.
Zu beachten ist ferner, dass die Rücknahmefiktion nach der vorstehend erläuterten Vorschrift nur dann eingreift, wenn die frühere Patentanmeldung "noch beim Patentamt anhängig, d. h. noch nicht zum Patent erteilt ist. Im Falle eines erteilten Patents kann die Rücknahmefiktion des § 40 Abs. 5 Satz 1 PatG also nicht mehr zur Wirkung kommen.

## Gebrauchsmusterrecht

### Gebrauchsmusteranmeldung als (spätere) Zweitanmeldung
Im Rahmen des Gebrauchsmusterrechts ist § 6Gebrauchsmustergesetz (GebrMG) gesetzliche Grundlage für die Inanspruchnahme einer inneren Priorität. Abs. 1 Satz 1 dieser Vorschrift ist mit § 40 Abs. 1 PatG nahezu identisch, so dass hier weitestgehend die diesbezüglichen obigen Ausführungen gelten. Der einzige Unterschied zu § 40 Abs. 1 PatG besteht darin, dass nach § 6 Abs. 1 Satz 1 GebrMG die Zweitanmeldung keine Patentanmeldung sein darf, sondern eine Gebrauchsmusteranmeldung sein muss.

### Anwendung von (weiteren) Vorschriften des § 40 PatG
§ 6 Abs. 1 Satz 2 GebrMG bestimmt (unter anderem) die entsprechende Anwendung von § 40 Abs. 2 bis 4 und Abs. 5 Satz 1 PatG, so dass auch hier das oben Gesagte entsprechend gilt.

### Rücknahmefiktion
Bezüglich der Rücknahmefiktion des § 40 Abs. 5 Satz 1 PatG bestimmt § 6 Abs. 1 Satz 1 2. HS GebrMG allerdings, dass – abweichend von § 40 Abs. 5 Satz 1 PatG – "eine frühere Patentanmeldung nicht als zurückgenommen gilt", wenn für die spätere Zweitanmeldung (Gebrauchsmusteranmeldung) die innere Priorität der Erstanmeldung wirksam in Anspruch genommen worden ist.